# Catrachia nica
Catrachia nica är en skalbaggsart som beskrevs av Coca-abia och Robbins 2006. Catrachia nica ingår i släktet Catrachia och familjen Melolonthidae. Inga underarter finns listade.